# Lista accidentelor fatale din Formula 1

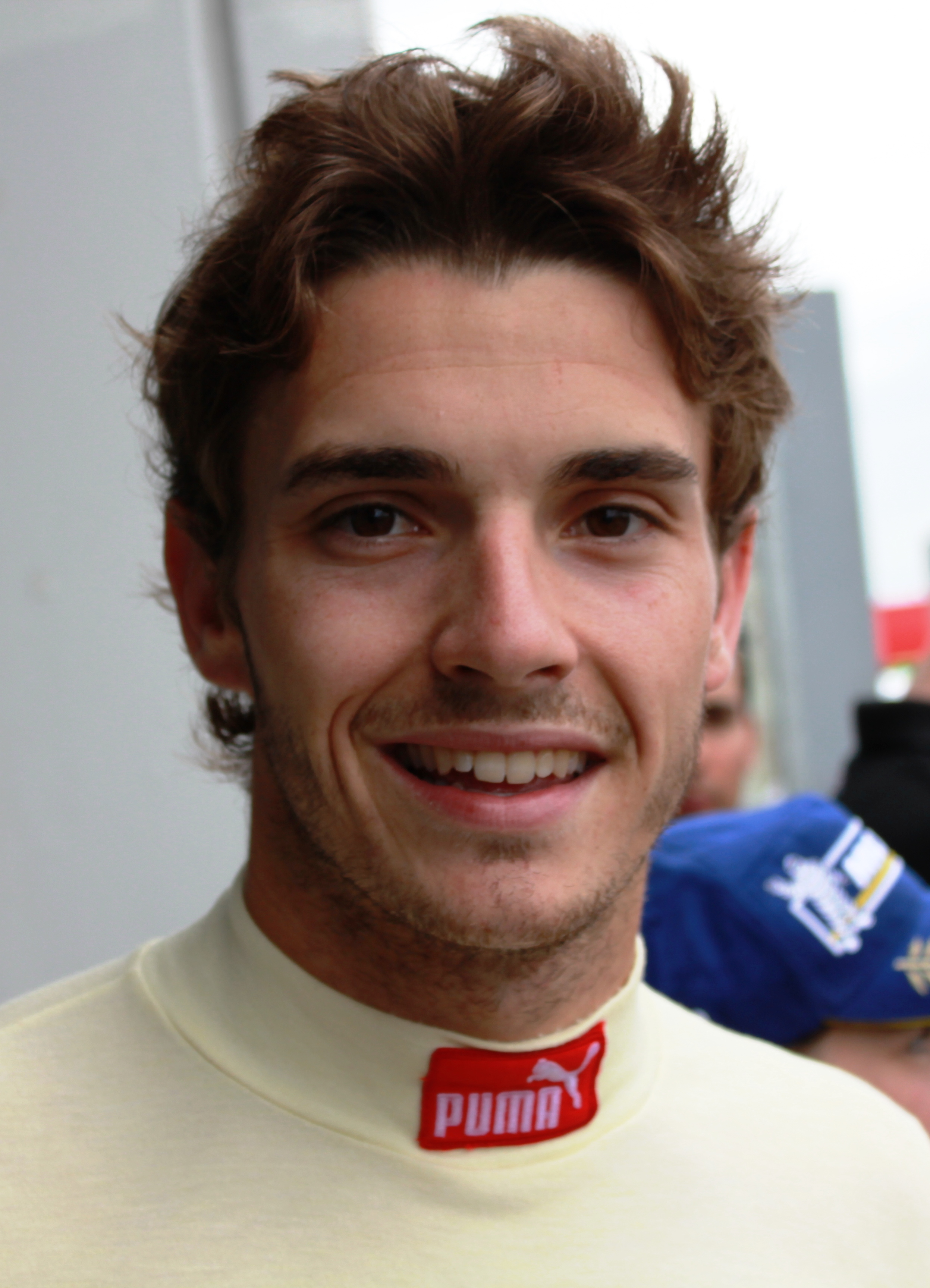
Jules Bianchi, ultimul pilot decedat la un Mare Premiu a Campionatului Mondial de Formula 1, în 2014.

Formula 1 (F1) este clasa superioară în cursele auto cu monoposturi, definită de Federația Internațională de Automobilism (FIA), organul conducător al sporturilor cu motor. Cuvântul „Formula” din denumire se referă la un set de reguli cărora toți participanții și vehiculele trebuie să se conformeze. Un sezon de Campionat Mondial de F1 constă dintr-o serie de curse, cunoscute ca Mari Premii (Grands Prix), ce se desfășoară pe circuite speciale, sau în unele cazuri pe străzi închise ale orașelor. Rezultatele tuturor curselor sunt combinate pentru a determina doi campioni anuali, campionul la piloți și campionul la constructori.
Standardele de securitate sunt îmbunătățite constant, iar dacă la primul campionat mondial, în Marele Premiu de la Silverstone în 1950, nu erau prezente echipe medicale și nici cu existau măsuri de securitate în caz de accidente, în anii 1960 căștile de protecție și combinezoanele pentru piloți au devenit obligatorii pentru piloți, iar FIA și-a asumat responsabilitatea pentru siguranța pe circuite. Pașii următori au fost sporirea siguranței mașinii de Formula 1 în anii 1970: deschiderea cabinei de pilotaj a fost lărgită pentru a permite piloților să iasă mai rapid în caz de accidente și oglinzile retrovizoare exterioare au devenit obligatorii. În anii 1980, monococ-ul din fibre de carbon l-a înlocuit pe cel din aluminiu, sporind nivelul protecției la impact. Imediat după moartea lui Ayrton Senna și Roland Ratzenberger la Imola în 1994, o serie de măsuri au fost întreprinse pentru a încetini mașinile. În 1998, anvelopele canelate le-au înlocuit pe cele netede de curse, pentru reduce viteza în viraje. Măsurile de siguranță continuă să fie introduse și în secolul 21, cu o serie de circuite care și-au schimbat configurația pentru a spori protejarea piloților.
Această listă include piloții care au decedat pe durata unor curse din cadrul Campionatelor Mondiale FIA, și a celor care au murit conducând o mașină de Formula 1 în afara campionatului mondial. Comisarii de cursă și spectatorii care au murit ca urmare a acestor accidente nu sunt incluși în listă. 52 de piloți au murit conducând o mașină de Formula 1, Cameron Earl fiind primul în 1952. Treizeci și doi de piloți au murit din cauza incidentelor întâmplate în weekend-urile de Mare Premiu ale Campionatului Mondial, șapte ca rezultat al traumelor suferite în sesiunea de teste și 11 în evenimente de Formula 1 extra-competiționale. Indianapolis Motor Speedway este circuitul cu cele mai multe incidente fatale; șapte piloți au decedat aici în cadrul curselor de Indianapolis 500. 15 piloți au decedat în anii 1950, 14 în anii 1960, 12 în anii 1970, 4 în anii 1980, 2 în anii 1990, 2 în anii 2000 și 3 în anii 2010. După moartea lui Ayrton Senna în 1994, niciun alt pilot nu a murit ca urmare a traumelor suferite în accidente suferite în cadrul Campionatului Mondial timp de 20 de ani, până la Jules Bianchi care a decedat în 2015 din cauza complicațiilor rănilor suferite în timpul Marelui Premiu al Japoniei din anul precedent. Doar doi campioni de Formula 1 au murit în cadrul activităților ce țin de Formula 1, Jochen Rindt în 1970, și Ayrton Senna. Jochen Rindt este unicul pilot care devine campion postmortem.

## Decese
| † | Indică faptul că evenimentul nu a făcut parte din Campionatul Mondial de Formula 1, cum ar fi evenimentele oficiale non-campionat de Formula 1 și evenimentele neasociate care utilizează mașini de epocă de Formula 1. |
| ‡ | Indică un test drive al unei mașini de Formula 1 care nu a făcut parte din niciun eveniment competițional. |

| Pilot                         | Data accidentului  | Vârsta | Eveniment                                 | Circuit                      | Mașină           | Sesiune          | Ref.          |
| ----------------------------- | ------------------ | ------ | ----------------------------------------- | ---------------------------- | ---------------- | ---------------- | ------------- |
| Cameron Earl (UK)             | 18 iunie 1952      | 29     | Test‡                                     | MIRA                         | ERA              | Test             | [ 13 ]        |
| Chet Miller (USA)             | 15 mai 1953        | 50     | Indianapolis 500                          | Indianapolis Motor Speedway  | Kurtis Kraft     | Antrenament      | [ 15 ]        |
| Charles de Tornaco (BEL)      | 18 septembrie 1953 | 26     | Marele Premiu al Modenei†                 | Autodromo di Modena          | Ferrari Tipo 500 | Antrenament      | [ 16 ]        |
| Onofre Marimón (ARG)          | 31 iulie 1954      | 30     | Marele Premiu al Germaniei                | Nürburgring                  | Maserati 250F    | Antrenament      | [ 15 ]        |
| Mario Alborghetti (ITA)       | 11 aprilie 1955    | 26     | Marele Premiu de la Pau†                  | Circuit de Pau-Ville         | Maserati 4CLT    | Cursă            | [ 17 ]        |
| Manny Ayulo (USA)             | 16 mai 1955        | 33     | Indianapolis 500                          | Indianapolis Motor Speedway  | Kurtis Kraft     | Antrenament      | [ 15 ]        |
| Bill Vukovich (USA)           | 30 mai 1955        | 36     | Indianapolis 500                          | Indianapolis Motor Speedway  | Kurtis Kraft     | Cursă            | [ 15 ]        |
| Eugenio Castellotti (ITA)     | 14 martie 1957     | 26     | Test‡                                     | Autodromo di Modena          | Ferrari 801      | Test             | [ 19 ]        |
| Keith Andrews (USA)           | 15 mai 1957        | 36     | Indianapolis 500                          | Indianapolis Motor Speedway  | Kurtis Kraft     | Antrenament      | [ 15 ]        |
| Pat O'Connor (USA)            | 30 mai 1958        | 29     | Indianapolis 500                          | Indianapolis Motor Speedway  | Kurtis Kraft     | Cursă            | [ 15 ]        |
| Luigi Musso (ITA)             | 6 iulie 1958       | 33     | Marele Premiu al Franței                  | Reims-Gueux                  | Ferrari 246 F1   | Cursă            | [ 15 ]        |
| Peter Collins (UK)            | 3 august 1958      | 26     | Marele Premiu al Germaniei                | Nürburgring                  | Ferrari 246 F1   | Cursă            | [ 20 ]        |
| Stuart Lewis-Evans (UK)       | 19 octombrie 1958  | 28     | Marele Premiu al Marocului                | d'Ain-Diab                   | Vanwall          | Cursă            | [ 15 ]        |
| Jerry Unser (USA)             | 2 mai 1959         | 26     | Indianapolis 500                          | Indianapolis Motor Speedway  | Kuzma            | Antrenament      | [ 15 ]        |
| Bob Cortner (USA)             | 19 mai 1959        | 32     | Indianapolis 500                          | Indianapolis Motor Speedway  | Cornis           | Antrenament      | [ 15 ]        |
| Harry Schell (USA)            | 13 mai 1960        | 38     | Trofeul Internațional BRDC†               | Silverstone                  | Cooper T51       | Antrenament      | [ 15 ]        |
| Chris Bristow (UK)            | 19 iunie 1960      | 22     | Marele Premiu al Belgiei                  | Spa-Francorchamps            | Cooper T51       | Cursă            | [ 15 ]        |
| Alan Stacey (UK)              | 19 iunie 1960      | 26     | Marele Premiu al Belgiei                  | Spa-Francorchamps            | Lotus 18         | Cursă            | [ 15 ]        |
| Shane Summers (UK)            | 1 iunie 1961       | 24     | Trofeul Silver City†                      | Brands Hatch                 | Cooper           | Antrenament      | [ 21 ]        |
| Giulio Cabianca (ITA)         | 15 iunie 1961      | 38     | Test‡                                     | Autodromo di Modena          | Cooper T51       | Test             | [ 22 ]        |
| Wolfgang von Trips (RFG)      | 10 septembrie 1961 | 33     | Marele Premiu al Italiei                  | Monza                        | Ferrari 156 F1   | Cursă            | [ 24 ]        |
| Ricardo Rodríguez (MEX)       | 1 noiembrie 1961   | 20     | Marele Premiu al Mexicului†               | Autódromo Magdalena Mixiuhca | Lotus 24         | Antrenament      | [ 25 ]        |
| Gary Hocking (FRN)            | 21 decembrie 1962  | 25     | Marele Premiu de la Natal†                | Westmead                     | Lotus 24         | Antrenament      | [ 15 ]        |
| Carel Godin de Beaufort (NED) | 1 august 1964      | 30     | Marele Premiu al Germaniei                | Nürburgring                  | Porsche 718      | Antrenament      | [ 15 ]        |
| John Taylor (UK)              | 7 august 1966      | 33     | Marele Premiu al Germaniei                | Nürburgring                  | Brabham BT11     | Cursă            | [ 27 ]        |
| Lorenzo Bandini (ITA)         | 7 mai 1967         | 31     | Marele Premiu al Principatului Monaco     | Monaco                       | Ferrari 312      | Cursă            | [ 28 ]        |
| Bob Anderson (UK)             | 14 august 1967     | 36     | Test‡                                     | Silverstone                  | Brabham BT11     | Test             | [ 29 ]        |
| Jo Schlesser (FRA)            | 7 iulie 1968       | 40     | Marele Premiu al Franței                  | Rouen-les-Essarts            | Honda RA302      | Cursă            | [ 30 ]        |
| Gerhard Mitter (RFG)          | 1 august 1969      | 33     | Marele Premiu al Germaniei                | Nürburgring                  | BMW 269          | Antrenament      | [ 15 ]        |
| Martin Brain (UK)             | 25 mai 1970        | 37     | Nottingham Sports Car Club meeting†       | Silverstone                  | Cooper T86B      | Cursă            | [ 31 ] [ 32 ] |
| Piers Courage (UK)            | 21 iunie 1970      | 28     | Marele Premiu al Țărilor de Jos           | Zandvoort                    | De Tomaso 505/38 | Cursă            | [ 33 ]        |
| Jochen Rindt (AUT)            | 5 septembrie 1970  | 28     | Marele Premiu al Italiei                  | Monza                        | Lotus 72         | Calificări       | [ 12 ]        |
| Jo Siffert (SUI)              | 24 octombrie 1971  | 35     | World Championship Victory Race†          | Brands Hatch                 | BRM P160         | Cursă            | [ 34 ]        |
| Roger Williamson (UK)         | 29 iulie 1973      | 25     | Marele Premiu al Țărilor de Jos           | Zandvoort                    | March 731        | Cursă            | [ 15 ]        |
| François Cevert (FRA)         | 6 octombrie 1973   | 29     | Marele Premiu al Statelor Unite           | Watkins Glen                 | Tyrrell 006      | Calificări       | [ 35 ]        |
| Peter Revson (USA)            | 22 martie 1974     | 35     | Test‡                                     | Kyalami                      | Shadow DN3       | Test             | [ 36 ]        |
| Helmuth Koinigg (AUT)         | 6 octombrie 1974   | 25     | Marele Premiu al Statelor Unite           | Watkins Glen                 | Surtees TS16     | Cursă            | [ 37 ]        |
| Mark Donohue (USA)            | 17 august 1975     | 38     | Marele Premiu al Austriei                 | Österreichring               | March 751        | Antrenament      | [ 15 ]        |
| Tom Pryce (UK)                | 5 martie 1977      | 27     | Marele Premiu al Africii de Sud           | Kyalami                      | Shadow DN8       | Cursă            | [ 39 ]        |
| Brian McGuire (AUS)           | 29 august 1977     | 31     | Shellsport International Series Round 11† | Brands Hatch                 | McGuire BM1      | Antrenament      | [ 40 ]        |
| Ronnie Peterson (SWE)         | 10 septembrie 1978 | 34     | Marele Premiu al Italiei                  | Monza                        | Lotus 78         | Cursă            | [ 42 ]        |
| Patrick Depailler (FRA)       | 1 august 1980      | 35     | Test‡                                     | Hockenheimring               | Alfa Romeo 179   | Test             | [ 43 ]        |
| Gilles Villeneuve (CAN)       | 8 mai 1982         | 32     | Marele Premiu al Belgiei                  | Zolder                       | Ferrari 126C     | Calificări       | [ 44 ]        |
| Riccardo Paletti (ITA)        | 13 iunie 1982      | 23     | Marele Premiu al Canadei                  | Gilles Villeneuve            | Osella FA1C      | Cursă            | [ 15 ]        |
| Elio de Angelis (ITA)         | 14 mai 1986        | 28     | Test‡                                     | Paul Ricard                  | Brabham BT55     | Test             | [ 46 ]        |
| Roland Ratzenberger (AUT)     | 30 aprilie 1994    | 33     | Marele Premiu al Statului San Marino      | Imola                        | Simtek S941      | Calificări       | [ 47 ]        |
| Ayrton Senna (BRA)            | 1 mai 1994         | 34     | Marele Premiu al Statului San Marino      | Imola                        | Williams FW16    | Cursă            | [ 47 ]        |
| John Dawson-Damer (UK)        | 24 iunie 2000      | 59     | Festivalul Vitezei de la Goodwood†        | Viteză în coastă la Goodwood | Lotus 63         | Cursă contratimp | [ 49 ]        |
| Fritz Glatz (AUT)             | 14 iulie 2002      | 58     | Czech Superprix†                          | Autodrom Most                | Footwork FA17    | Cursă            | [ 50 ] [ 51 ] |
| Denis Welch (UK)              | 27 iulie 2014      | 69     | Jack Brabham Memorial Trophy†             | Silverstone                  | Lotus 18         | Cursă            | [ 52 ]        |
| Jules Bianchi (FRA)           | 5 octombrie 2014   | 25     | Marele Premiu al Japoniei                 | Suzuka                       | Marussia MR03    | Cursă            | [ 11 ]        |
| David Ferrer (FRA)            | 2 septembrie 2017  | 62     | Marele Premiu Istoric†                    | Zandvoort                    | March 701        | Cursă            | [ 53 ]        |

### După tipul evenimentului
| Eveniment               | Decese | Primul | Ultimul |
| ----------------------- | ------ | ------ | ------- |
| Campionat Mondial       | 32     | 1953   | 2014    |
| Teste                   | 7      | 1952   | 1986    |
| Non-campionat și altele | 13     | 1955   | 2017    |
| Total                   | 52     | 1952   | 2017    |

### După naționalitate
| Naționalitate                 | Total | Primul | Ultimul |
| ----------------------------- | ----- | ------ | ------- |
| Regatul Unit                  | 14    | 1952   | 2014    |
| Statele Unite                 | 10    | 1953   | 1975    |
| Italia                        | 7     | 1955   | 1986    |
| Franța                        | 5     | 1968   | 2017    |
| Austria                       | 4     | 1970   | 2002    |
| Germania                      | 2     | 1961   | 1969    |
| Belgia                        | 1     | 1953   | 1953    |
| Argentina                     | 1     | 1954   | 1954    |
| Mexic                         | 1     | 1962   | 1962    |
| Rhodesia și Nyasaland         | 1     | 1962   | 1962    |
| Țările de Jos                 | 1     | 1964   | 1964    |
| Elveția                       | 1     | 1971   | 1971    |
| Australia                     | 1     | 1977   | 1977    |
| Suedia                        | 1     | 1978   | 1978    |
| Canada                        | 1     | 1982   | 1982    |
| Brazilia                      | 1     | 1994   | 1994    |
| Total pentru 16 naționalități | 52    | 1952   | 2017    |

### După circuit
| Circuit                       | Total | Primul | Ultimul |
| ----------------------------- | ----- | ------ | ------- |
| Indianapolis Motor Speedway   | 7     | 1953   | 1959    |
| Nürburgring                   | 5     | 1954   | 1969    |
| Circuitul Silverstone         | 4     | 1960   | 2014    |
| Autodromo di Modena           | 3     | 1953   | 1961    |
| Brands Hatch                  | 3     | 1961   | 1977    |
| Autodromo Nazionale di Monza  | 3     | 1961   | 1978    |
| Circuitul Park Zandvoort      | 3     | 1970   | 2017    |
| Circuitul Spa-Francorchamps   | 2     | 1960   | 1960    |
| Watkins Glen International    | 2     | 1973   | 1974    |
| Circuitul Kyalami             | 2     | 1974   | 1977    |
| Autodromo Enzo e Dino Ferrari | 2     | 1994   | 1994    |
| MIRA                          | 1     | 1952   | 1952    |
| Circuitul Pau-Ville           | 1     | 1955   | 1955    |
| Reims-Gueux                   | 1     | 1958   | 1958    |
| Circuitul d'Ain-Diab          | 1     | 1958   | 1958    |
| Autódromo Magdalena Mixiuhca  | 1     | 1962   | 1962    |
| Circuitul Westmead            | 1     | 1962   | 1962    |
| Circuitul Monaco              | 1     | 1967   | 1967    |
| Rouen-Les-Essarts             | 1     | 1968   | 1968    |
| Österreichring                | 1     | 1975   | 1975    |
| Hockenheimring                | 1     | 1980   | 1980    |
| Circuitul Zolder              | 1     | 1982   | 1982    |
| Circuitul Gilles Villeneuve   | 1     | 1982   | 1982    |
| Circuitul Paul Ricard         | 1     | 1986   | 1986    |
| Goodwood Hillclimb            | 1     | 2000   | 2000    |
| Autodrom Most                 | 1     | 2002   | 2002    |
| Circuitul Suzuka              | 1     | 2014   | 2014    |
| Total pentru 27 de circuite   | 52    | 1952   | 2017    |

### După deceniu
| Deceniu | Total | Primul | Ultimul |
| ------- | ----- | ------ | ------- |
| 1950    | 15    | 1952   | 1959    |
| 1960    | 14    | 1960   | 1969    |
| 1970    | 12    | 1970   | 1978    |
| 1980    | 4     | 1980   | 1986    |
| 1990    | 2     | 1994   | 1994    |
| 2000    | 2     | 2000   | 2002    |
| 2010    | 3     | 2014   | 2017    |
| Total   | 52    | 1952   | 2017    |